# Дейвид Никълс
Дейвид Никълс (на английски: David Nicholls) е британски актьор, сценарист и писател на бестселъри в жанра съвременен роман.

## Биография и творчество
Дейвид Алън Никълс е роден на 30 ноември 1966 г. в Ийстлей, Хампшър, Англия, където израства. Баща му е инженер, а майка му общински служител. Има брат и сестра.
Учи в гимназия „Тойнби“, после в колежа „Бартън“ и след това се дипломира със степен по английска литература и драма в университета на Бристол. След дипломирането си печели стипендия да учи в Американската музикална и драматична академия в Ню Йорк. Връща се в Лондон през 1991 г.
През следващите 8 години работи спорадично като актьор. В началото по барове и ресторанти, а по-късно и три години в Кралския национален театър. Използва сценичното име Дейвид Холдуей. Освен това пише сценарии и чете пиеси по ВВС. Работи и като сценарист за телевизионните театри. В този период започва да пише сценарий за адаптация на пиесата на Сам Шепърд „Simpatico“. Филмът по него е излъчен през 1999 г. с участието на Шарън Стоун, Катрин Кийнър, Джеф Бриджис, Ник Нолти и Албърт Фини. Добрата реализация на филма му позволява да премине на свободна практика и да преследва писателската си кариера.
Първоначално работи върху следващите си сценарии, а след това се съсредоточава върху писането на романи. Първият му роман „Starter for Ten“ е издаден през 2003 г. През 2006 г. той е адаптиран в успешния едноименен филм на режисьора Том Воган с участието на Джеймс Макавой, Алис Ив и Ребека Хол.
През 2009 г. е публикуван най-успешният му роман „Винаги в същия ден“. Той става световен бестселър, публикуван е на 31 езика, и през 2011 г. е екранизиран с участието на Ан Хатауей, Джим Стърджис, Ромола Гарай, Рейф Спол, Джоди Уитакър, Кен Стот и Патриша Кларксън.
Дейвид Никълс живее със семейството си в Хайбъри, Северен Лондон.

## Произведения

### Самостоятелни романи
- Starter for Ten (2003) – издаден и като „A Question of Attraction“
- The Understudy (2005)
- One Day (2009) – награда „Галакси“
Винаги в същия ден, изд.: ИК „ЕРА“, София (2011), прев. Емилия Карастойчева

### Филмография
- 1999 Shockers: The Visitor – ТВ филм, актьор
- 1999 Simpatico – сценарист
- 2000 I Saw You – ТВ филм, сценарист и актьор
- 2000 Cold Feet – ТВ сериал, писател 4 епизода
- 2002 Rescue Me – ТВ сериал
- 2002 I Saw You – ТВ сериал
- 2003 The Deal – ТВ филм, актьор
- 2005 ShakespeaRe-Told – ТВ минисериал
- 2006 Aftersun – ТВ филм
- 2006 Starter for 10 – по романа, сценарий
- 2007 And When Did You Last See Your Father? – сценарий
- 2008 Tess of the D'Urbervilles – ТВ сериал, сценарист 4 епизода
- 2011 One Day – по романа, сценарий
- 2012 Great Expectations – сценарий
- 2014 The 7.39 – ТВ филм
- 2014 Far from the Madding Crowd